# Ланга-Цо
Ланга́-Цо, Ла́нгак, Ра́кас (тиб. ལག་ངར་མཚོ, lag ngar mtsho, кит. упр. 拉昂错, пиньинь Lā'áng Cuò) — солоноватое озеро на юго-западе Тибетского нагорья в Китае, расположенное рядом с горой Кангринбоче (Кайлас) и озером Мапам-Юмцо. Находится на высоте 4541 м, имеет длину 28 км, ширину до 14 км и площадь около 360 км².
В многоводные периоды в озеро Ланга-Цо по протоке поступает вода из озера Мапам-Юмцо. В северо-западной конечности озера Ланга-Цо берёт своё начало река Сатледж.
В индуистской мифологии озеро было создано повелителем ракшасов демоном Раваной. На озере находился специальный остров, на котором он каждый день приносил в жертву Шиве одну из своих голов. На десятый день Шива дал Раване сверхсилы. Озеро Ланга-Цо ставится в противопоставление созданному богами озеру Манасаровар. Мапам-Юмцо имеет круглую форму, а Ланга-Цо вытянуто в виде месяца, что символизирует свет и тьму соответственно. Кроме того в озере Мапам-Юмцо вода свежая и пресная, в то время как в Ланга-Цо — солоноватая, в ней не водятся водоросли и рыбы.